# William Williams Keen
William Williams Keen Jr. (19 de enero de 1837 - 7 de junio de 1932) fue un médico estadounidense, uno de los primeros neurocirujanos de Estados Unidos. Entre sus pacientes, destaca la figura de Franklin D. Roosevelt, al que trató cuando le golpeó la parálisis. Además, trabajó estrechamente para seis presidentes estadounidenses.

## Biografía
Keen nació en Filadelfia, Pensilvania el 19 de enero de 1837, hijo de William Williams Keen Sr. (1797–1882) y Susan Budd. Asistió a la escuela secundaria central de Filadelfia. Estudió en la Brown University, donde se graduó en 1859. Se graduó en medicina en el Jefferson Medical College en 1862. Durante la Guerra de Secesión, trabajó para el Ejército de los Estados Unidos como cirujano. Tras la guerra, pasó dos años estudiando en París y Berlín.
Keen comenzó a dar clases de patología quirúrgica en Filadelfia. Fue presidente de la Escuela de Anatomía de Filadelfia de 1875 a 1889. Se hizo conocido en la comunidad médica de todo el mundo por inventar varios procedimientos nuevos en cirugía cerebral, incluyendo el drenaje de los ventrículos cerebrales y la extirpación de tumores cerebrales grandes. En 1888, Keen también realizó una de las primeras extracciones con éxito de un tumor cerebral.
William Keen dirigió un equipo de cinco cirujanos que en 1883 realizó una operación quirúrgica secreta para extirpar un tumor canceroso de mandíbula al entonces presidente Grover Cleveland. La operación tuvo lugar a bordo del yate Utowana, propiedad de Elias Cornelius Benedict. Keen y los cuatro médicos asistentes se dirigieron al yate en barco desde diferentes puntos de Nueva York. La operación se realizó poco después del mediodía, cuando el barco transitaba Long Island Sound. Junto al tumor se extirparon cinco dientes, así como gran parte del paladar superior izquierdo y la mandíbula. El 5 de julio, Cleveland llegó a Gray Gables para recuperarse y a finales de mes estaba pescando en Buzzards Bay.
Keen se casó en 1867 con Emma Corinna Borden. Tuvieron cuatro hijos: Corinne, Florence, Dora y Margaret. Murió en Filadelfia el 7 de junio de 1932, a la edad de 95 años. Un nieto de Keen, Walter Freeman, destacó como médico en el campo de las lobotomías.

## Reconocimientos
Keen obtuvo multitud de reconocimientos y honores, como los del Jefferson Medical College y las universidades de Brown, Northwestern, Toronto, Edimburgo, Yale, St. Andrews, Greifswald y Upsala. Fue representante de la American Surgical Association (1898), la  Asociación Médica Estadounidense (1900), el Congreso de Médicos Americanos (1903) y la American Philosophical Society (1907). En 1914, en una reunión de la Asociación Internacional de Cirugía, fue elegido presidente de la reunión de 1917. Después de 1894, fue miembro correspondiente extranjero de la Société de Chirurgie de Paris, la Société Belge de Chirurgie y la Sociedad Clínica de Londres, así como miembro honorario del Royal College of Surgeons of England, el Royal College of Surgeons of Edinburgh, la Sociedad Alemana de Cirugía, la Sociedad Quirúrgica de Palermo y el Berliner Medizinische Gesellschaft. Fue además miembro asociado de la Academia Estadounidense de las Artes y las Ciencias.

## Epónimos
- Operación de Keen u onfalectomía.
- Signo de Keen o aumento del diámetro del maléolo en la fractura de Pott o del peroné.

## Publicaciones

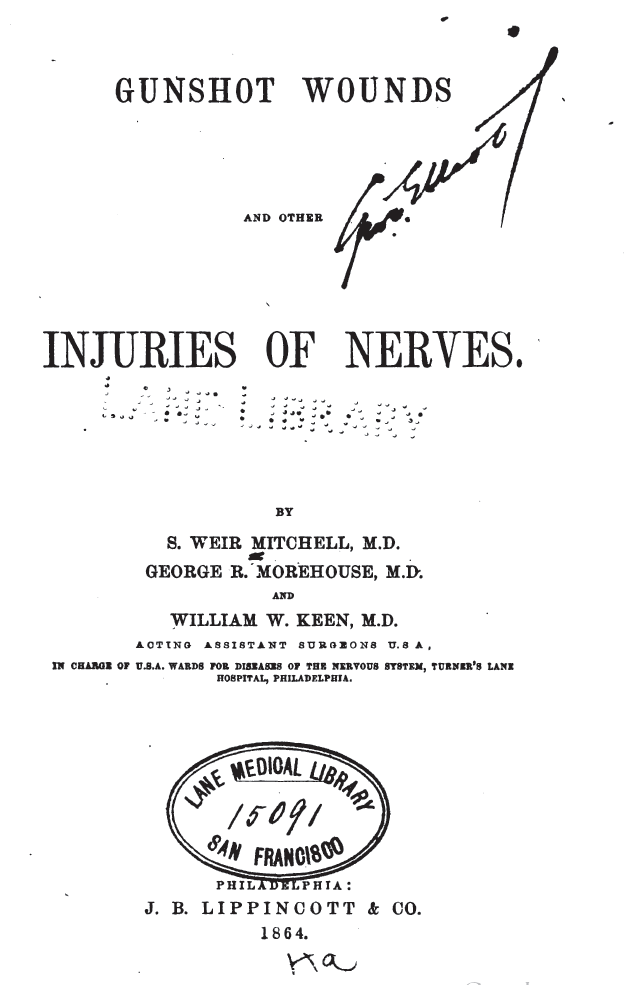
"Gunshot Wounds, and Other Injuries of Nerves", por Mitchell, Morehouse y Keen, 1864.

- Clinical Charts of the Human Body (1870)
- Early History of Practical Anatomy (1875)
- Surgical Complications and Sequels of Typhoid Fever (1898)
- Addresses and Other Papers (1905)
- Animal Experimentation and Medical Progress (1914)
- Heath's Practical Anatomy (edición, 1870)
- Gray's Anatomy (edición, septiembre de 1887)[9]
- Gray's Anatomy (edición, septiembre de 1893)[9]
- American Text-Book of Surgery (1899, 1903)
- Keen's System of Surgery (1905–13)
- I believe in God and in evolution (1922)
- Everlasting life, A creed and a speculation (1924)

Coautoría:
- Gunshot Wounds, and Other Injuries of Nerves, junto a Silas Weir Mitchell y George Read Morehouse (1864).